# 神名
神名（英語：theonym），某個神明的專有名字。研究神名，是專有名詞學中的重要分支。
英语源自於古希臘語：，意為“神明”，字尾-onym，原意為名字。研究各個社會中尊崇的神明名字，可以了解他們語言的起源，也可以了解他們對這位特定神明的觀點，從而了解他們的世界觀。在印歐語的研究中，研究神名也是一個重要課題，經由研究同一語系中的神名變化，可以了解不同社群之間的關係。